# Социалистически реализъм
Социалистическият реализъм, съкратено соцреализъм, е художествен стил на литературния реализъм, появил се през 20 век. Той има политическа насоченост и основната му задача е да насърчава и задълбочава идеите на социализма и комунизма.
Стилът е представен при всички форми на изкуството: архитектура, литература, сценични изкуства и визуалните изкуства.

## История
Възниква в началото на 20 век и се утвърждава след успеха на Октомврийската революция от 1917 г.
Самият термин социалистически реализъм е въведен през 1932 г. в СССР. Смята се, че е използван за пръв път във вестник „Литературная газета“ от 23 май. Теоретическите му основи са поставени от Карл Маркс, Фридрих Енгелс, Георгий Плеханов и Анатолий Луначарски. Още през 1918 г. по инициатива на Владимир Ленин се разработва план за „монументална пропаганда“, чиято цел е разпространение на социалистическата идеология. Важно място в него заема изкуството, на което е отредена ролята да обслужва партийните цели. След установяване на „диктатура на пролетариата“ в държавите, попаднали в сферата на влияние на СССР (страните от Източния блок), социалистическият реализъм е възприет и в тях. Държавните им ръководства го налагат като единствено правилен художествен метод, определян от тях като „нов етап в художественото развитие на човечеството“ и „закономерно продължение и развитие на най-добрите реалистични традиции на изкуството“.
Течението намира привърженици и извън Източния блок, сред симпатизинти на соцреализма: Диего Ривера (Мексико), Давид Сикейрос (Мексико), Фернан Леже (Франция), Франс Мазарел (Белгия).

## Изобразително изкуство
При зараждането си социалистическият реализъм е само едно от теченията в културния живот на Русия. След 1917 г. съветската власт прави всичко възможно да го наложи и утвърди. Художниците модернисти Василий Кандински и Марк Шагал са привлечени на отговорни длъжности в областта на културата, но тъй като „те не са в състояние да разберат съветските стремежи към реалистично изкуство“, скоро са принудени да напуснат родината си. Заявявайки, че се опира на традициите на критическия реализъм, руското народно творчество и передвижниците, соцреализмът проявява нетърпимост към инакомислещите. Дори ляво ориентирани артистични групи като „Пролеткулт“ са подложени на гонение заради „ляво сектантство“. През 1922 г. е основана Асоциацията на художниците на революционна Русия (АХРР). Нейните членове Борис Кустодиев, Константин Юон, Исак Бродски и други се самоопределят като наследници на передвижниците. Техните възгледи се считат от властта за еталон на социалистическия метод в изкуството. Сдружението „Четирите изкуства“ и „Дружеството на московските художници“ като цяло също следват официалната партийна линия. Въпреки това на тях се гледа с известно подозрение от страна на правителството.
Соцреализмът влиза в конфликт със съвременното му западноевропейско изкуство, което неговите привърженици обвиняват във „формализъм“, „субективизъм“ и „упадъчен натурализъм“. Направленията експресионизъм, кубизъм, футуризъм и други, са определяни като упадъчни и реакционни. От художника се изисква социална ангажираност и пресъздаване на сюжети, определени от партийното ръководство на държавата. В СССР такива са Октомврийската революция, Червената армия, Великата отечествена война. В България основните теми са съветската армия, антифашистката съпротива и трудовото ежедневие.
Силно развитие получават монументалната скулптура и архитектура, където се проявяват отчетливо тенденции към гигантизъм. Пример в това отношение е скулптурната композиция „Работник и колхозничка“ в Москва, дело на Вера Мухина. В стремежа да се демонстрира превъзходството на комунизма над капиталистическото общество се изграждат огромни жилищни комплекси, като този на „Калинински проспект“ в Москва (1961).
В България пионер на социалистическия реализъм в монументалната скулптура е Иван Фунев. Като образци в архитектурата могат да се посочат паметникът на връх Бузлуджа и мавзолеят на Георги Димитров.
Тоталитарните режими използват изобразителното изкуство за утвърждаване на култа към личността. В епохата на социализма се създават множество произведения, възвеличаващи Владимир Ленин, Йосиф Сталин, Георги Димитров, Тодор Живков, Николае Чаушеску, Енвер Ходжа.

## Кино
На киното се отдава особено значение заради възможностите, които то представя като средство за пропаганда. „От всички изкуства за нас сега най-важно е киното“, заявява Ленин в „Беседа на В.И. Ленин с А.В. Луначарски“. Самите партийни и държавни ръководители имат решаваща роля при определяне съдбата на филмовите проекти.
Забележително произведение на социалистическото кино е „Броненосецът «Потьомкин»“ от режисьора Сергей Айзенщайн, присъстващо неизменно в челните места на класациите за най-добри филми. Сред безбройните киноленти, посветени на Червената армия и Великата отечествена война, като образци могат да се посочат „Свой сред чужди, чужд сред свои“ (1974) от Никита Михалков и „Бялото слънце на пустинята“ (1969), съчетали пропагандни внушения с художествени качества и интригуващи сюжети.
Известни заглавия в българското социалистическо кино са „На малкия остров“ (1957) от режисьора Рангел Вълчанов, „Черните ангели“ (1970) от Въло Радев, сериалът „На всеки километър“ и последвалия го филм „На живот и смърт“.
Алексей Навални в книгата си Патриот казва: „Главният герой във всеки съветски филм е работник във фабрика, който ходи на вечерно училище.“

## Галерия
- Произведения на социалистическия реализъм
- „Ленин в Смолний“, Исак Бродски, ок. 1925 г.
- Монументът на връх Бузлуджа (детайл)
- Мемориален комплекс „Априлци“